# Александър Беглов
Александър Дмитриевич Беглов (на руски: Александр Дмитриевич Беглов) е руски политик от управляващата партия „Единна Русия“.
Той е 3-тият пълномощен представител на президента на Руската федерация в Централниа федерален окръг, считано от 23 май 2012 г.

## Биография
Роден е в Баку на 19 май 1956 г. Преминава срочна военна служба, после завършва специалност „Промишлено и гражданско строителство“ в Ленинградския инженерно-строителен институт (сега Санктпетербургски държавен архитектурно-строителен университет) през 1983 г.
След дихломирането си заема инженерни и ръководни длъжности в строителни организации в Ленинград

## Награди
- Орден „За заслуги пред Отечеството“ III степен (2012)[2]
- Орден „За заслуги пред Отечеството“ IV степен (19 май 2006) – за неговия голям принос за укрепването и развитието на системата на държавно управление, както и многото му години усърден труд[3]
- Заслужил строител на Руската федерация (15 март 2004) – за заслугите му в областта на строителството и многото му години на упорит труд[4]
- Почетна грамота на правителството на Руската федерация (19 май 2006) – за заслугите си към държавата и многото години на упорит труд[5]
- Почетен гражданин на Сестрорецк (1 юли 2010)[6]
- Орден на светия благоверен княз Даниил Московски I степен (РПЦ; 2011)[7]